# Сучков, Федот Федотович
Федот Федотович Сучков (27 января 1915, Вологда — 19 ноября 1991, Москва) — русский советский скульптор, поэт, публицист. Автор книги «Бутылка в море», друг Варлама Шаламова, автор воспоминаний о нём.

## Биография
Учился в Литературном институте им. А. М. Горького (1938—1942).
В 1942 г. был арестован и осуждён по статье 58-й, часть вторая, пункты 10 и 11-й, на 10 лет ИТЛ и 3 годам ссылки в Красноярском крае. В ссылке стал заниматься скульптурой. В 1955 г. был реабилитирован и жил в Москве.
В 1959 г. закончил Литературный институт, работал в декоративно-оформительской мастерской, в журналах «Новый мир», «Сельская молодёжь», участвовал в выставках.
Автор памятника Варламу Шаламову на Кунцевском кладбище Москвы, скульптурных портретов А. И. Солженицына, А. А. Платонова, Ю. О. Домбровского.
Похоронен на Троекуровском кладбище.